# HEARTBEAT가 멈추지 않아!
〈HEARTBEAT가 멈추지 않아!〉(HEARTBEATが止まらないっ! 하토비티가토마라나잇![*])는 유이카오리의 세 번째 싱글이다. 2010년 11월 17일에 킹레코드에서 발매됐다.

## 개요
대표곡 〈HEARTBEAT가 멈추지 않아!〉는 웹 라디오 《유이카오리의 미♪》의 주제가, 및 니코니코 생방송 《전파연구소》의 11월 엔딩으로 사용됐다.
초회반과 통상반의 2형태로 발매됐고, 전자에서는 〈HEARTBEAT가 멈추지 않아!〉의 PV를 수록한 DVD가 동봉되어있다.

## 수록곡
1. HEARYBEAT가 멈추지 않아!(HEARTBEATが止まらないっ!) [4:01]
  - 작사: 마에야마다 켄이치, 작곡: 슌류, 편곡: Sizuk

웹 라디오 《유이카오리의 미♪》 주제가, 니코니코 생방송 《전파연구소》 11월 엔딩 테마
2. Our Song [3:49]
  - 작사: 오모리 쇼코, 작곡 · 편곡: 미야자키 마코토
3. HEARTBEAT가 멈추지 않아! (off vocal ver.)
4. Our Song (off vocal ver)

DVD(초회한정반에만)
1. HEARTBEAT가 멈추지 않아 (MUSIC CLIP)

## 수록 음반
| 곡명                    | 수록 음반 | 발매일          |
| ----------------------- | --------- | --------------- |
| HEARTBEAT가 멈추지 않아 | 《Puppy》 | 2011년 9월 21일 |